# Pareuchilia fulgida
Pareuchilia fulgida är en skalbaggsart som beskrevs av Waterhouse 1879. Pareuchilia fulgida ingår i släktet Pareuchilia och familjen Cetoniidae. Inga underarter finns listade i Catalogue of Life.